# مک‌لارن ۶۵۰اس
مک‌لارن ۶۵۰اس (به انگلیسی: McLaren 650S) یک خودروی اسپورت بریتانیایی است که توسط مک‌لارن، شرکت خودروسازی بریتانیایی طراحی و ساخته شده است. این خودرو در فوریه ۲۰۱۴ به عنوان یک مدل جدید بر پایهٔ مدل موجود مک‌لارن ام‌پی۴–۱۲سی با ۲۵٪ قطعات جدید معرفی شد. در نمایشگاه خودرو ژنو ۲۰۱۴ به‌طور رسمی از این خودرو رونمایی شد.
۶۵۰اس از همان شاسی ساخته شده از فیبر کربن پلیمری تقویت شده، و همان موتور ۳٫۸ لیتری وی۸ ام۸۳۸تی با توربوی دوگانهٔ استفاده‌شده در مدل ام‌پی۴–۱۲سی بهره‌مند است. اما این پیشرانه در مدل ۶۵۰اس توانایی تولید ۶۴۱ اسب بخار (۴۷۸ کیلووات) نیرو و ۶۷۸ نیوتن متر (۵۰۰ پوند-فوت) گشتاور را دارد. توان تولیدی پیشرانه نیز بوسیلهٔ یک جعبه‌دندهٔ ۷ سرعتهٔ دوکلاچه با سرعت تعویض دندهٔ بالا، به چرخ‌های عقب خودرو منتقل می‌شود.

## عملکرد
بیشینه سرعت ثبت‌شده برای مک‌لارن ۶۵۰اس، ۳۳۳ کیلومتر بر ساعت (۲۰۷ مایل بر ساعت)، شتاب ۰–۱۰۰ کیلومتر بر ساعت (۰–۶۲ مایل بر ساعت) آن برابر با ۳٫۰ ثانیه و زمان شتاب‌گیری ۰–۲۰۰ کیلومتر بر ساعت (۰–۱۲۴ مایل بر ساعت) آن ۸٫۴ ثانیه است.
این خودرو دارای نسبت قدرت به وزن ۲٫۲ کیلوگرم (۴٫۸۵ پوند) به ازای هر اسب بخار است.
| دنده | ۱    | ۲    | ۳    | ۴    | ۵    | ۶    | ۷    | ضریب نهایی راندن |
| ---- | ---- | ---- | ---- | ---- | ---- | ---- | ---- | ---------------- |
| ضریب | ۴٫۰۰ | ۲٫۶۰ | ۱٫۹۰ | ۱٫۵۰ | ۱٫۲۰ | ۰٫۹۰ | ۰٫۷۰ | ۳٫۳۰             |

## انواع دیگر

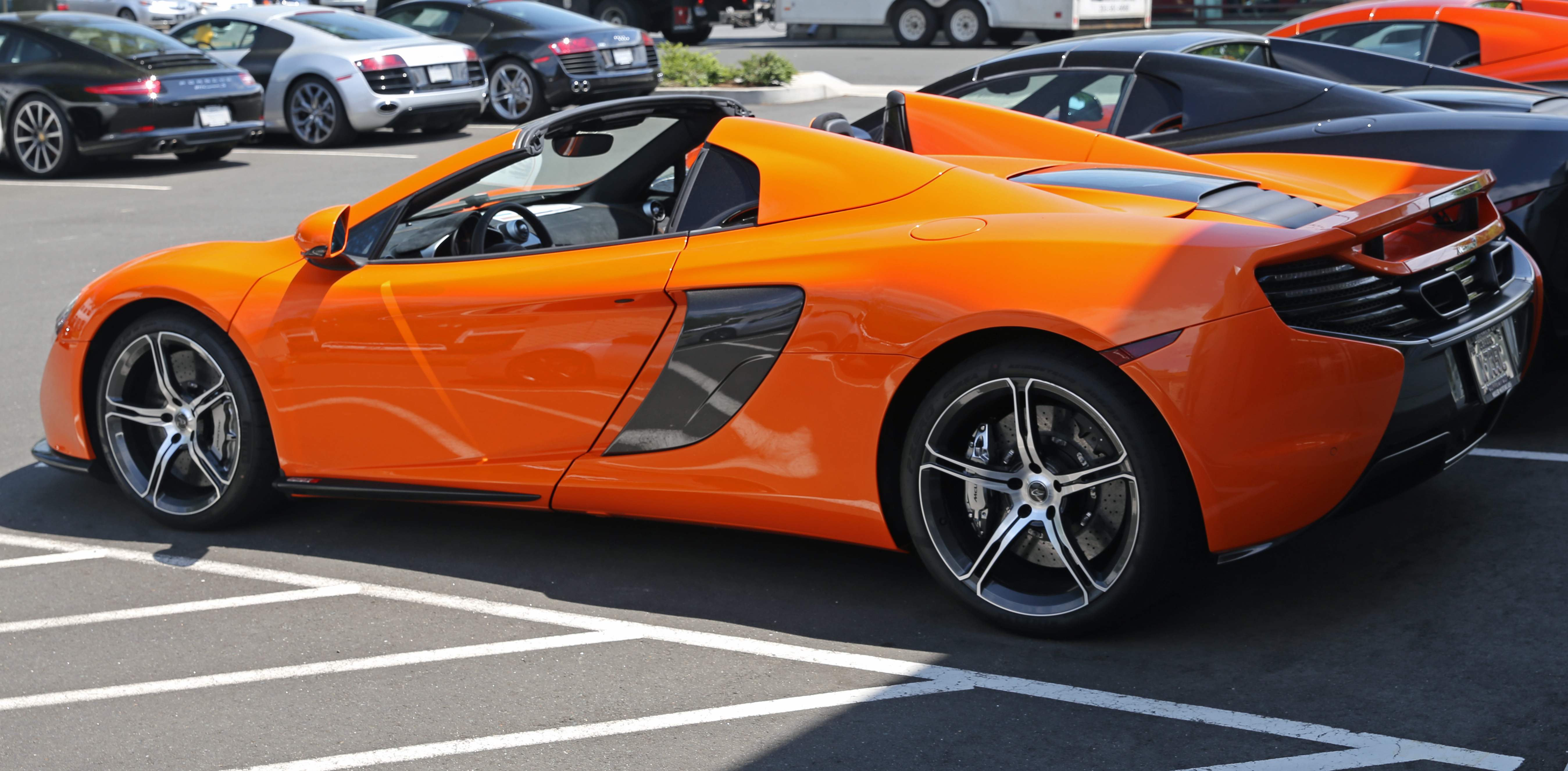
مک‌لارن ۶۵۰اس اسپایدر

### ۶۵۰اس اسپایدر (۲۰۱۴–۲۰۱۶)
مک‌لارن ۶۵۰اس اسپایدر، که مدل کروکی مدل ۶۵۰اس می‌باشد، در فوریه ۲۰۱۴ معرفی شد. با وجود ۴۰ کیلوگرم (۸۸ پوند) وزن بیشتر، این خودرو از توانایی‌های تقریباً یکسان با مدل کوپه برخوردار است. شتاب ۰–۹۷ کیلومتر بر ساعت (۰–۶۰ مایل بر ساعت) آن معادل ۳ ثانیه و بیشینه سرعت آن نیز به ۳۲۸ کیلومتر بر ساعت (۲۰۴ مایل بر ساعت) می‌رسد. در این خودرو نیز ۲۵٪ قطعات در مقایسه با مک‌لارن ۱۲سی اسپایدر جدید هستند.

### ام‌اس‌او ۶۵۰اس (۲۰۱۴–۲۰۱۷)
یک نسخهٔ ام‌اس‌او (عملیات ویژهٔ مک‌لارن) (به انگلیسی: McLaren Special Operations) (مخفف انگلیسی: MSO) از مدل ۶۵۰اس با تولید محدود ۵۰ دستگاه عرضه شده است. رنگ‌های عرضه شده برای این نسخه شامل کربن مات، و رنگ‌های اختصاصی ام‌اس‌او از جمله نارنجی پاپایا اسپارک، مشکی آگریگان و نقره‌ای ساریگان کوارتز می‌شوند. برای این خودرو رینگ‌های منحصر بفرد آلیاژی سبکی در نظر گرفته شده است که به کمک استفاده از پیچ چرخ‌های از جنس تیتانیوم، به میزان ۴ کیلوگرم (۹ پوند) از رینگ‌های آلیاژی استاندارد سبک‌تر هستند.

### ۶۲۵سی (۲۰۱۵–۲۰۱۶)
در سپتامبر ۲۰۱۴، شرکت مک‌لارن مدل جدید مک‌لارن ۶۲۵سی را در دو نوع کوپه و کروکی به‌طور ویژه برای بازارهای منطقهٔ جنوبی آسیا-اقیانوسیه عرضه کرد.
قدرت پیشرانهٔ این خودرو، با وجود استفاده از همان موتور ۳٫۸ لیتری وی۸ با توربوی دوگانه، به ۶۱۶ اسب بخار (۴۵۹ کیلووات) کاهش یافته است. این خودرو به خروجی‌های اگزوز جدید همراه با سیستم تعلیق بازبینی شده با فنرهای نرم‌تر مجهز است. دیسک‌های ترمز از جنس چدن نیز جایگزین دیسک‌های کربن-سرامیکی مورد استفاده در مدل ۶۵۰اس شده‌اند. حداکثر سرعت این خودرو برابر با مدل ۶۵۰اس است، اما شتاب ۰–۱۰۰ کیلومتر بر ساعت (۰–۶۲ مایل بر ساعت) آن کمی کندتر شده و به ۳٫۱ ثانیه رسیده است.

### ۶۵۰اس لمانز (۲۰۱۵–۲۰۱۶)
در اوایل سال ۲۰۱۵، جهت بزرگداشت بیستمین سالگرد قهرمانی مک‌لارن در مسابقات ۲۴ ساعته لمانز سال ۱۹۹۵، این شرکت از مدل ۶۵۰اس لمانز پرده‌برداری کرد. در مسابقات لمانز سال ۱۹۹۵، ۵ دستگاه خودروی مک‌لارن اف۱ جی‌تی‌آر با دستیابی به مقام‌های اول، سوم، چهارم، پنجم و سیزدهم این رقابت را به پایان رساندند.
مدل ۶۵۰اس لمانز، که توسط بخش عملیات ویژهٔ مک‌لارن ساخته شد، تنها در نوع کوپه و به تعداد محدود ۵۰ دستگاه به تولید رسید. این خودرو با الهام از خودروی مک‌لارن اف۱ جی‌تی‌آر برندهٔ مقام اول مسابقات لمانز ۱۹۹۵ طراحی شد؛ بنابراین، ۶۵۰اس لمانز تنها با رنگ خاکستری سارته به همراه رینگ‌های سبک‌وزن «لمانز ادیشن» عرضه شد.

### ۶۵۰اس کن-ام (۲۰۱۵–۲۰۱۶)
مدل ۶۵۰اس کن-ام بر اساس خصوصیات خودروهای ساخته شده توسط مک‌لارن برای مسابقات کن-ام طراحی شده است. این خودرو تعداد محدود ۵۰ دستگاه و تنها در نوع کروکی تولید و عرضه شد. مشخصات فنی، شتاب و حداکثر سرعت این مدل، کاملاً برابر با مدل ۶۵۰اس می‌باشد.

## ۶۷۵ال‌تی
مک‌لارن ۶۷۵ال‌تی (به انگلیسی: McLaren 675LT) (ال‌تی مخفف معادل انگلیسی واژهٔ «دم‌دراز» (به انگلیسی: Long Tail) می‌باشد) یک خودرو سبک‌وزن مخصوص پیست، و نسخه‌ای تکامل یافته از مدل ۶۵۰اس است. این خودرو در فوریه ۲۰۱۵ معرفی شد و در نمایشگاه خودرو ژنو ۲۰۱۵ از آن رونمایی شد.

### شاسی
۶۷۵ال‌تی، مانند مدل ۶۵۰اس از یک شاسی فیبر کربنی مونوسل یکپارچه با وزن ۷۵ کیلوگرم (۱۶۵ پوند) استفاده می‌کند، و استفاده از قطعات فیبر کربن در این خودرو، جهت کاهش وزن و همچنین استحکام بیشتر، افزایش یافته است. ۶۷۵ال‌تی جهت بهبود عملکرد سیستم ترمز نسبت به مدل ۶۵۰اس، به دیسک‌های ترمز کربن-سرامیکی جدید به قطر ۳۹۴ میلیمتر در جلو و ۳۸۰ میلیمتر در عقب مجهز شده است. کالیپرهای ترمز در جلو از ۶ پیستون و در عقب از ۴ پیستون بهره‌مند هستند. روند کاهش سرعت و عملکرد ترمزهای این خودرو به کمک بالچهٔ جدید عقب با قابلیت ایجاد مقاومت در مقابل جریان هوا، پیشرفت چشمگیری داشته است.
هریک از رینگ‌های ده‌پرهٔ جدید این خودرو نسبت به رینگ‌های آلیاژی مک‌لارن پی۱، ۸۰۰ گرم سبک‌تر بوده و با اندازهٔ ۱۹ اینچ برای چرخ‌های جلو و ۲۰ اینچ برای چرخ‌های عقب در نظر گرفته شده‌اند.
این رینگ‌های جدید با لاستیک‌های پیرلی پی-زیرو تروفئو آر پوشیده شده‌اند، این لاستیک‌ها که مجوز استفاده در خیابان را دریافت کرده‌اند، با تمرکز بر قابلیت‌های درون پیست طراحی شده و نسبت به لاستیک‌های پی-زیرو کورسای استفاده شده در مدل ۶۵۰اس، دارای ۶٪ چسبندگی بیشتر هستند.

### بدنه و کابین

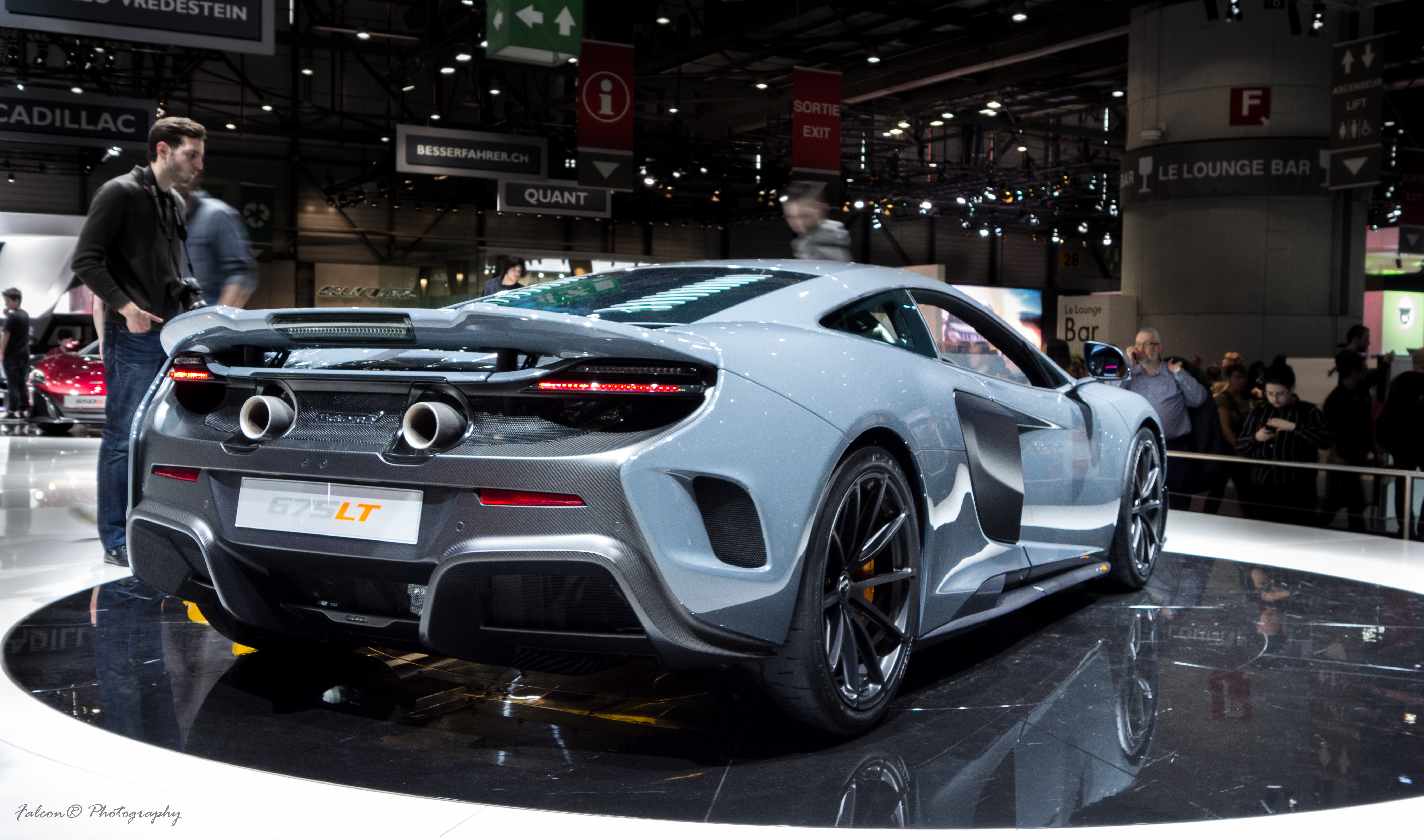
مک‌لارن ۶۷۵ال‌تی در نمایشگاه خودرو ژنو ۲۰۱۵

مجموعهٔ بالچهٔ عقب و ترمز هوای به کار رفته در ۶۷۵ال‌تی ۵۰٪ بزرگتر از نمونهٔ مورد استفاده در ۶۵۰اس بوده و به همراه دیفیوزر جدید از جنس فیبر کربن، و یک شکاف‌دهندهٔ قابل تنظیم ۸۰٪ بزرگتر در زیر سپر جلو، افزایش ۴۰ درصدی نیروی رو به پایین را برای این خودرو به دنبال داشته است.
سپر جلو و عقب، سینی زیرین جلو، گلگیرهای عقب و ورودی‌های هوای جانبی به همراه درپوش موتور، از جمله قطعات جدیدی هستند که از فیبر کربن ساخته شده و باعث کاهش چشمگیر وزن این خودرو در مقایسه با مدل ۶۵۰اس شده‌آند. در داخل کابین، کفپوش‌ها حذف شده و تودوزی از پارچهٔ آلکانتارا تشکیل شده است. حذف سامانهٔ تهویه مطبوع و صندلی‌های مسابقه‌ای جدید از جنس فیبر کربن، وزن ۶۷۵ال‌تی را به میزان ۲۶٫۵ کیلوگرم (۵۸٫۴ پوند) کاهش داده‌اند. همچنین شیشه‌های استفاده شده در این مدل با ۱ میلیمتر ضخامت کمتر، در مجموع ۳ کیلوگرم (۷ پوند) سبک‌تر هستند. این تمرکز حداکثری بر روی کاهش وزن توسط مک‌لارن، وزن ۶۷۵ال‌تی را به ۱٬۲۳۰ کیلوگرم (۲٬۷۱۲ پوند) رسانده است که در مقایسه با ۶۵۰اس، ۱۰۰ کیلوگرم (۲۲۰ پوند) سبک‌تر است.

### پیشرانه
این خودرو نیروی خود را از همان پیشرانهٔ بنزینی وی۸ مجهز به توربوشارژر دوگانه با حجم ۳٫۸ لیتر (۳٬۷۹۹ سانتی‌متر مکعب) دریافت می‌کند. این موتور، با توجه به شاتون‌های سبک‌وزن جدید، میل بادامک سفارشی، سوپاپ بازچرخش الکترونیکی، مجموعه اگزوز سبک از جنس تیتانیوم، و همچنین کمپرسور بازبینی شدهٔ توربوشارژر به همراه پمپ سوخت بهبود یافته، توانایی تولید ۶۶۶ اسب بخار (۴۹۷ کیلووات) نیرو در دور موتور ۷٬۱۰۰ دور بر دقیقه، و ۷۰۰ نیوتن متر (۵۱۶ پوند-فوت) گشتاور در ۵٬۵۰۰ دور بر دقیقه را به دست آورده است.
۶۷۵ال‌تی از جعبه‌دنده دوکلاچه ۷ سرعتهٔ مورد استفاده در مدل ۶۵۰اس استفاده می‌کند. با این تفاوت که با بهینه‌سازی نرم‌افزاری، تعویض دنده‌ها در این مدل با سرعت بیشتری انجام می‌گیرد.

### عملکرد
با نوجه به نسبت قدرت به وزن ۱٫۹۷ کیلوگرم (۴٫۳۴ پوند) به ازای هر اسب بخار، شتاب ۰–۱۰۰ کیلومتر بر ساعت (۰–۶۲ مایل بر ساعت) مک‌لارن ۶۷۵ال‌تی برابر با ۲٫۹ ثانیه است که نسبت به مدل ۶۵۰اس به میزان ۰٫۱ ثانیه سریعتر است. همچنین شتاب ۰–۲۰۰ کیلومتر بر ساعت (۰–۱۲۴ مایل بر ساعت) آن معادل ۷٫۹ ثانیه، ۰–۳۰۰ کیلومتر بر ساعت (۰–۱۸۶ مایل بر ساعت) ۲۵٫۹ ثانیه، ۰–۳۲۲ کیلومتر بر ساعت (۰–۲۰۰ مایل بر ساعت) ۳۱٫۲ ثانیه، و زمان و سرعت طی مسافت ۱⁄۴ مایل (۴۰۲ متر) این خودرو به ترتیب برابر ۱۰٫۳ ثانیه و ۲۲۷٫۱ کیلومتر بر ساعت (۱۴۱٫۱ مایل بر ساعت) بوده و با ادامهٔ شتاب‌گیری، توانایی دستیابی به بیشینه سرعت ۳۳۰ کیلومتر بر ساعت (۲۰۵٫۱ مایل بر ساعت) را دارا می‌باشد.
در قسمت دوم از فصل ۲۳ مجموعه تلویزیونی تخت‌گاز، ۶۷۵ال‌تی با ثبت زمان ۱:۱۳٫۷ برای یک دور پیست آزمایش تخت گاز، موفق به شکستن رکورد پاگانی هوایرا با زمان ۱:۱۳٫۸، و کسب جایگاه سریعترین خودروی تولیدی در این پیست شد.